# يلة قارشو (عباس الشرقي)
یلة قارشو (بالفارسية: یله‌قارشو) هي منطقة سكنية تقع في إيران في قسم عباس الشرقي الريفي. يقدر عدد سكانها بـ 150 نسمة .